# Fumana thymifolia
Fumana thymifolia är en solvändeväxtart. Fumana thymifolia ingår i släktet barrsolvändor, och familjen solvändeväxter.

## Underarter
Arten delas in i följande underarter:
- F. t. barrelieri
- F. t. laevis
- F. t. thymifolia

## Bildgalleri

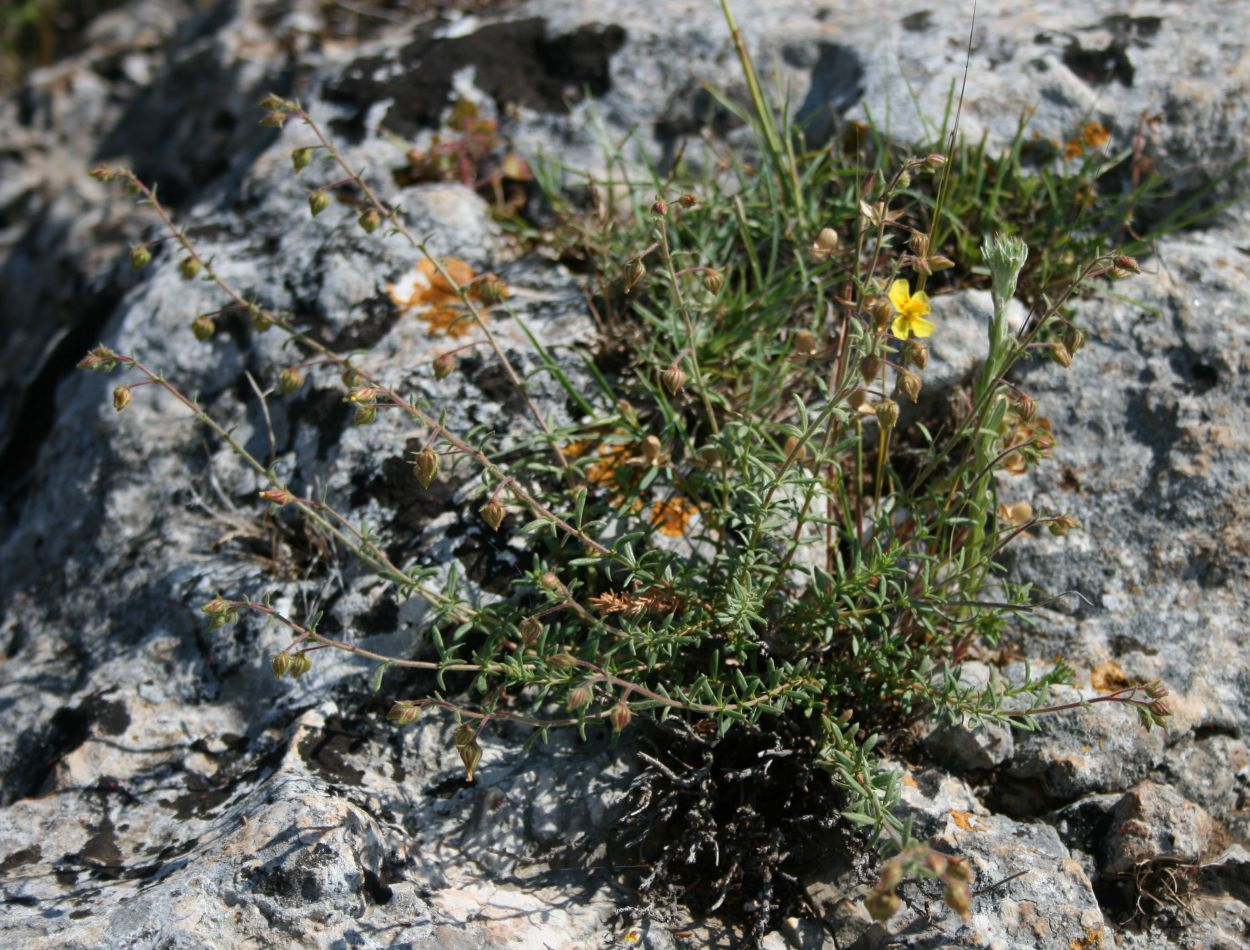